# 北平镇
北平镇，是中华人民共和国山西省临汾市古县下辖的一个乡镇级行政单位。

## 行政区划
北平镇下辖以下地区：
北平村、党家山村、辛庄村、芦家庄村、圪台村、贾会村、交里村、大南坪村、千拂沟村、圪堆村、李子坪村、上宝丰村、下宝丰村、贾寨村和黄家窑村。